# 로버트 프립
로버트 프립(영어: Robert Fripp, 1946년 5월 16일 ~ )은 영국의 음악가, 작곡가, 음반 프로듀서이며, 프로그레시브 록 밴드 킹 크림슨의 기타리스트, 창립자, 최장수 멤버로 잘 알려져 있다. 그는 세션 음악가이자 협연자로 광범위하게 일했으며, 특히 데이비드 보위, 블론디, 브라이언 이노, 피터 가브리엘, 데릴 홀, 밋지 유르, 토킹 헤즈, 데이빗 실비언과 함께 일했다. 그는 또한 윈도우 비스타 운영 체제에 사운드를 기여했다. 그의 음반 목록에는 700개 이상의 공식 발매에 대한 기여가 포함되어 있다.
그는 2003년 데이비드 프리케에 의해 42위에 오른 이후 《롤링 스톤》 잡지의 2011년 100대 기타리스트 리스트에서 62위에 올랐다. 안드레스 세고비아와 동점을 이룬 그는 깁슨의 50대 기타리스트에서 47위에 올랐다. 그의 작품들은 종종 고전적이고 민속적인 전통에 영향을 받은 특이한 박자표를 특징으로 한다. 그의 혁신은 "프리퍼트로닉스"라고 알려진 테이프 루프 시스템과 새로운 표준 튜닝을 포함한다.

## 어린 시절
로버트 프립은 잉글랜드 도싯주 윔본민스터에서 노동자 계급 가정의 둘째 아이로 태어났다. 그의 어머니 에디트는 웨일스의 광산 가족 출신이다. 본머스 레코드 사무소에서 일한 그녀의 수입은 그의 아버지가 부동산 중개인으로 사업을 시작하도록 허락했다. 1957년, 10살 때, 프립은 부모님으로부터 크리스마스를 위한 기타를 받았고, "거의 즉시 나는 이 기타가 내 인생이 될 것이라는 것을 알았다"고 회상했다. 그리고 나서 그는 캐슬린 가텔과 돈 스트라이크로부터 기타 수업을 받았다. 11살 때 그는 록을 연주하고 있었고, 13살에는 전통 재즈를, 15살에는 모던 재즈를 연주했다. 그는 이 시기에 재즈 뮤지션인 찰리 파커와 찰스 밍거스를 음악적 영향으로 꼽았다.
1961년, 15세의 프립은 그의 첫 밴드인 레이븐스에 합류했고, 이 밴드에는 고든 해스켈도 베이스에 포함되었다. 다음 해에 그들이 갈라선 후, 프립은 그의 O레벨 연구에 집중했고 그의 아버지의 회사에 주니어 협상가로 합류했다. 이 시점에서 그는 부동산 관리를 공부하고 결국 아버지의 사업을 물려받을 작정이었다. 하지만, 17살 때, 프립은 전문적인 음악가가 되기로 결심했다. 그는 더글러스 워드 트리오의 기타리스트가 되었고, 본머스 근처의 츄튼 글렌 호텔에서 연주했고, 그 후 두 명의 레이븐스 멤버를 포함한 로큰롤 밴드 리그 오브 젠틀맨에서 활동했다.

## 사생활
프립은 1986년 5월 16일, 잉글랜드 도싯주 풀에서 가수 겸 배우 토야 윌콕스와 결혼했다. 1987년 12월부터 1999년 7월까지 그들은 윌트셔주의 브로드초크 마을에 있는 세실 비튼의 전 집인 레디시 하우스에 살았고, 리뉴얼했다.
프립은 이전에 홀트, 도싯의 손힐 코티지(1971년~1980년)와 위챔프턴의 펀힐 하우스 (1980년~1987년)에 살았다. 레디시 하우스 이후, 이 커플은 에버쇼트 올드 맨션(1999년~2001년)에서 살았다. 그리고 나서 그들은 우스터셔주 퍼쇼어에 있는 현재의 집으로 이사했다. 부부는 자녀도 없고 전 재산을 자녀들을 위한 음악적 교육신뢰 확립에 맡기겠다는 의지를 다졌다.
COVID-19 폐쇄 동안 프립과 윌콕스는 짧은 반정규 바이러스 유튜브 비디오를 만들었다.

## 음반 목록

### 자일스, 자일스 & 프립
- 《The Cheerful Insanity of Giles, Giles and Fripp》 (1968년)
- 《The Brondesbury Tapes》 (2001년)
- 《Metaphormosis》 (2001년)

### 킹 크림슨
- 《In the Court of the Crimson King》 (1969년)
- 《In the Wake of Poseidon》 (1970년)
- 《Lizard》 (1970년)
- 《Islands》 (1971년)
- 《Larks' Tongues in Aspic》 (1973년)
- 《Starless and Bible Black》 (1974년)
- 《Red》 (1974년)
- 《Discipline》 (1981년)
- 《Beat》 (1982년)
- 《Three of a Perfect Pair》 (1984년)
- 《THRAK》 (1995년)
- 《The ConstruKction of Light》 (2000년)
- 《The Power to Believe》 (2003년)

### 솔로

#### 스튜디오 음반
- 《Exposure》 (1979년)
- 《God Save the Queen/Under Heavy Manners》 (1980년)
- 《Let the Power Fall: An Album of Frippertronics》 (1981년)
- 《The Gates of Paradise》 (1981년)

#### 라이브 음반
- 《1999: Soundscapes Live in Argentina》 (1994년)
- 《Radiophonics: 1995 Soundscapes volume 1》 (1995년)
- 《A Blessing of Tears: 1995 Soundscapes volume 2》 (1995년)
- 《That Which Passes: 1995 Soundscapes volume 3》 (1996년)
- 《November Suite》 (1998년)
- 《Love Cannot Bear》 (2005년)
- 《At the End of Time: Churchscapes Live in England & Estonia》 (2007년)

### 브라이언 이노
- 《(No Pussyfooting)》 (1973년)
- 《Here Come the Warm Jets》 (1974년)
- 《Evening Star》 (1975년)
- 《Another Green World》 (1975년)
- 《The essential Fripp & Eno》 (1994년)
- 《Lightness: For The Marble Palace》 (1998년)
- 《The Equatorial Stars》 (2004년)
- 《Beyond Even (1992-2006)》 (2007년)

### 데이비드 보위
- 《"Heroes"》 (1977년)
- 《Scary Monsters (and Super Creeps)》 (1980년)